# Latah
Latah ist eine in Malaysia und Indonesien auftretende psychische Störung, die mitunter als kulturgebundenes Syndrom klassifiziert wird. Der Begriff beschreibt sowohl die Störung als auch die Person, die eine solche aufweist.
Betroffen sind vor allem erwachsene Frauen. Latah zeichnet sich aus durch dissoziative Anfälle, die durch heftiges Erschrecken ausgelöst werden. Sie dauern zwischen 15 Minuten und mehreren Stunden. Während dieser Zeit sind Latahs extrem leicht beeinflussbar, folgen willenlos Anweisungen, imitieren Anwesende, äußern sich vulgär oder führen obszöne Gesten aus. Nach dem Anfall scheinen sie sich an nichts erinnern zu können. Latahs werden als nicht verantwortlich für ihre Handlungen während eines Anfalls betrachtet.